# 稲垣嗣夫
稲垣 嗣夫（いながき つぐお、1942年〈昭和17年〉3月11日 - ）は、日本の経営者。神戸新聞社社長を務めた。

## 来歴・人物
兵庫県出身。1964年に甲南大学理学部経営理学科を卒業し、同年に神戸新聞社に入社した。1991年に取締役に就任し、1994年2月に常務、1995年2月に専務を経て、2003年2月に社長に就任。2008年2月に会長に就任。2018年に兵庫県功労者表彰を受賞。